# Philip Bußmann

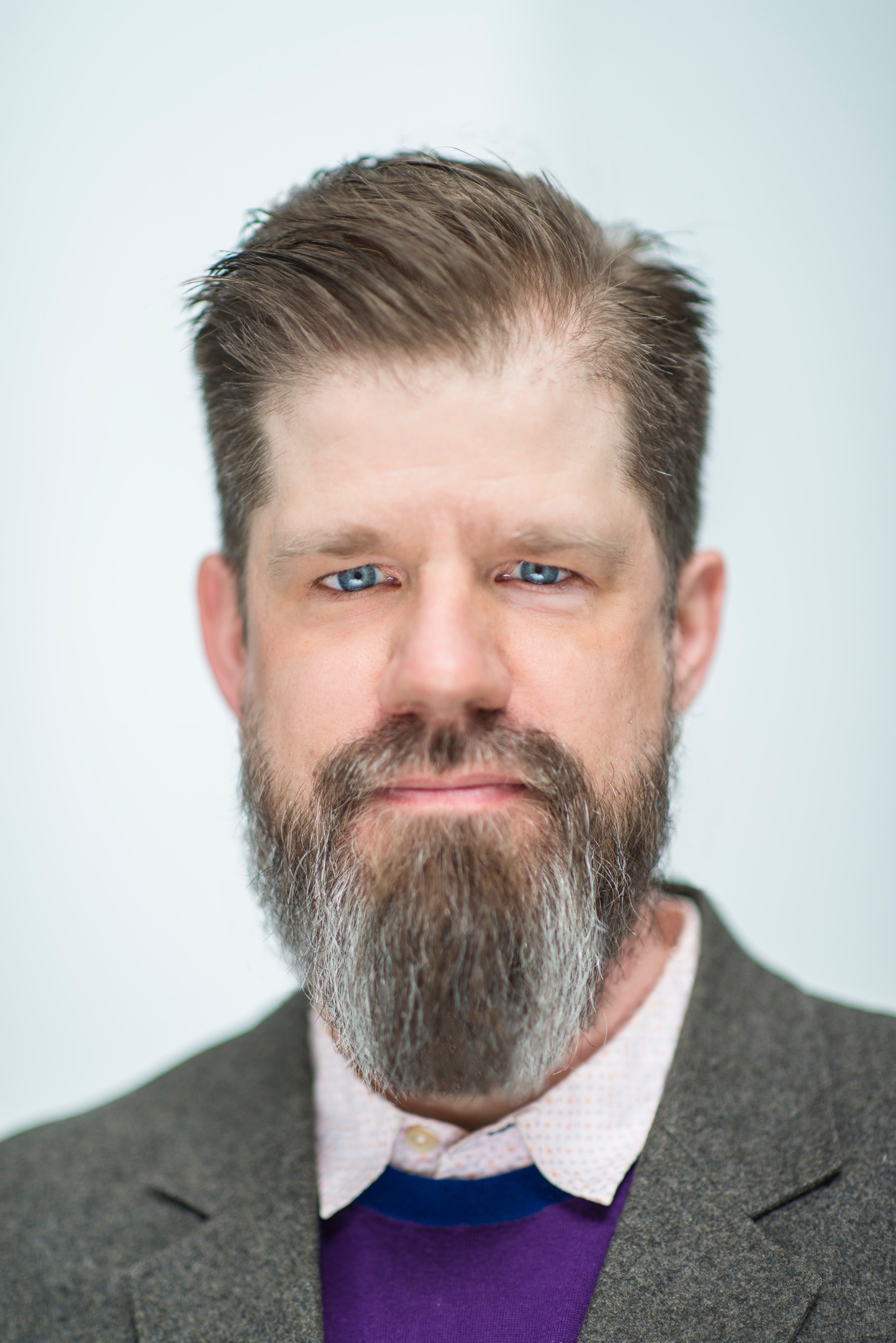
Philip Bußmann (2016)

Philip Bußmann (* 23. August 1969 in Hanau) ist ein deutscher Bühnenbildner, Videokünstler, Fotograf und Regisseur.

## Leben
Philip Bußmann studierte Bühnen- und Kostümbild bei Professor Jürgen Rose an der Staatlichen Akademie der bildenden Künste Stuttgart. Nach dem Studium zog er nach New York. Seit 2002 lebt er in Frankfurt am Main.

## Schaffen
In New York war Bußmann acht Jahre lang Video – und Grafikdesigner bei der experimentellen freien Theatergruppe The Wooster Group. Sein Bühnenvideo für House/Lights wurde mit einem Bessie Award ausgezeichnet. Während seiner Zeit in den USA entstanden erste Arbeiten in Deutschland: mit Nicolas Stehmann am Schauspielhaus Hamburg, William Forsythe für das Ballett Frankfurt sowie Matthias Hartmann am Schauspielhaus Bochum.
Nach seiner Rückkehr nach Deutschland im Jahr 2002 entstanden weitere Arbeiten mit Matthias Hartmann und William Forsythe sowie Projekte mit Sasha Waltz, Jean Jourdheuil, Peter Konwitschny, Hans-Werner Kroesinger und Luk Perceval. Seitdem verbindet ihn mit Forsythe und Perceval eine langjährige Zusammenarbeit.
2004 gründete Bußmann zusammen mit dem Tänzer Christopher Roman eine eigene Theatergruppe. Seitdem realisiert er in Co-Regie mit der Dramaturgin Célestine Hennermann unter dem Namen 2+ Theaterprojekte und Installationen.
In den folgenden Jahren entstanden Theaterarbeiten unter anderem mit Jarg Pataki, Richard Siegal, Ludger Engels, Diane Paulus, Sebastian Baumgarten, Ron Daniels sowie Sandra Strunz.
Seit 2010 ist Bußmann Dozent an der Akademie für Darstellende Kunst Baden-Württemberg. Im Sommersemester 2015 war er Gastprofessor am Institut für Angewandte Theaterwissenschaft an der Justus-Liebig-Universität Gießen.
In den letzten Jahren hat sich Bußmann neben seiner Theaterarbeit verstärkt eigenständigen Installationen, Fotoarbeiten und Performance-Projekten gewidmet. Seine erste institutionelle Einzelausstellung mit raumgreifenden Videoinstallationen und großformatigen fotografische Arbeiten wurde im Herbst 2012 in der Ursula-Blickle-Stiftung gezeigt. Sie trug den Namen Pixelmondo und wurde von Mario Kramer kuratiert.
Die Videoinstallation City of Abstracts von William Forsythe, für die Bußmann die Videosoftware entwickelt hat, war in den letzten Jahren unter anderem in der Turbinenhalle der Tate Modern London, der Pinakothek der Moderne München, dem Nam June Paik Art Center Seoul, dem Museum für Moderne Kunst Frankfurt und dem ICA Boston sowie 2019 im Museum Folkwang Essen, dem SESC Pompeia São Paulo, im OÖ Kulturquartier Linz und im Museum of Fine Arts Houston zu sehen.
Im Herbst 2015 verbrachte Bußmann drei Monate in Kyoto in der Künstlerresidenz Villa Kamogawa des Goethe-Instituts. Während seines Aufenthaltes in Japan beschäftigte er sich mit der Geisha-Kultur und deren Wurzeln im traditionellen japanischen Kabuki-Theater.
Zuletzt entstanden weitere Arbeiten als Videodesigner und Bühnenbildner mit Luk Perceval, Ulrich Rasche sowie Anselm Weber.
2019 wurden drei Inszenierungen für das Berliner Theatertreffen nominiert, an denen Bußmann beteiligt war: Für Mut und Gnade (Regie: Luk Perceval) entwarf er das Bühnenbild, für Die Perser und Das große Heft (Regie beide Male: Ulrich Rasche) gestaltete er das Bühnenvideo. Letztere wurde in die 10er Auswahl aufgenommen und wurde nach Berlin eingeladen.
Seit Herbst 2021 ist Philip Bußmann Vorstandsmitglied des Bund der Szenografen.

## Werke (Auswahl)

### Videodesign
- 1996: The Hairy Ape, von Eugene O’Neill, The Wooster Group, Regie: Elizabeth LeCompte[38]
- 1999: House/Lights, nach Dr. Faustus Lights the Lights von Gertrude Stein und Olga's House of Shame von Joseph Mawra, The Wooster Group, Regie: Elizabeth LeCompte[4]
- 2000: Death Valley Junction, von Albert Ostermaier, Schauspielhaus Hamburg, Regie: Nicholas Stemann[6]
- 2000: Kammer/Kammer, nach Men in the Off Hours von Ann Carson und Outline of My Lover von Douglas A. Martin, Ballett Frankfurt, Regie: William Forsythe[7]
- 2001: Es ist Zeit. ABRISS, von Albert Ostermaier, Schauspielhaus Bochum, Regie: Matthias Hartmann[8]
- 2002: To You, the Birdie! (Phèdre), von Paul Schmidt nach Jean Racine, The Wooster Group, Regie: Elizabeth LeCompte[39]
- 2002: Deutschland, deine Lieder, nach Albert Ostermaier, Ruhrtriennale, Regie: Matthias Hartmann[9]
- 2003: Decreation, nach Ann Carson, Ballett Frankfurt, Regie: William Forsythe[40]
- 2003: insideout, choreographische Installation von Sasha Waltz mit Musik von Rebecca Saunders, Steirischer Herbst[10]
- 2003: Im Spiegel wohnen, von Andreas Breitscheid, Forum Neues Musiktheater Staatsoper Stuttgart, Regie: Jean Jourdheuil[11]
- 2004: Die Zauberflöte, von Wolfgang Amadeus Mozart, Staatsoper Stuttgart, Regie: Peter Konwitschny[12]
- 2004: Voyeur, von Jörg Mainka nach Alain Robbe-Grillet und Ludwig Wittgenstein, Forum Neues Musiktheater Staatsoper Stuttgart, Regie: Hans-Werner Kroesinger
- 2004: Tristan und Isolde, von Richard Wagner, Staatsoper Stuttgart, Regie: Luk Perceval[14]
- 2005: Persona, von 2+, Mousonturm, Regie: Philip Bußmann und Célestine Hennermann[41]
- 2006: Die Möglichkeit einer Insel, nach Michel Houellebecq, Theater Freiburg, Regie: Jarg Pataki[16]
- 2008: Lost Highway, von Olga Neuwirth und Elfriede Jelinek nach dem Film von David Lynch, English National Opera, Regie: Diane Paulus[19]
- 2009: Die Flucht, von Michail Bulgakow, Schauspiel Stuttgart, Regie: Sebastian Baumgarten[20]
- 2010: Il Mondo della Luna, von Joseph Haydn, Gotham Chamber Opera New York, Regie: Diane Paulus[42]
- 2010: Il Postino, von Daniel Catán, Los Angeles Opera, Regie: Ron Daniels[21]
- 2011: Studio Album, von 2+, Mousonturm, Regie: Philip Bußmann und Célestine Hennermann[43]
- 2017: Infinite Now, von Chaya Czernowin, Oper Antwerpen/Nationaltheater Mannheim, Regie: Luk Perceval[30]
- 2018: Das große Heft, nach Ágota Kristóf, Staatsschauspiel Dresden, Regie: Ulrich Rasche[32]
- 2018: Stimmen einer Stadt I–III, von Wilhelm Genazino, Olga Grjasnowa und Teresa Präauer, Schauspiel Frankfurt, Regie: Anselm Weber[34]
- 2018: Salome, von Oscar Wilde, Schauspiel Stuttgart, Regie: Sebastian Baumgarten[44]
- 2018: Die Perser, von Aischylos, Salzburger Festspiele/Schauspiel Frankfurt, Regie: Ulrich Rasche[33]
- 2019: Stimmen einer Stadt IV–VI, von Antje Rávic Strubel, Thomas Pletzinger und Angelika Klüssendorf, Schauspiel Frankfurt, Regie: Anselm Weber[45]
- 2020: Norma, von Vincenzo Bellini, Staatsoper Hamburg, Regie: Yona Kim[46]
- 2020: Stimmen einer Stadt VIII–IX, von Martin Mosebach, Lars Brandt und Zsuzsa Bánk, Schauspiel Frankfurt, Regie: Anselm Weber, Kornelius Eich[47]
- 2021: 3Siostry, von Anton Tschechow, TR Warszawa/Narodowy Stary Teatr Kraków[48]

### Bühnenbild
- 2004: Voyeur, von Jörg Mainka nach Alain Robbe-Grillet und Ludwig Wittgenstein, Forum Neues Musiktheater Staatsoper Stuttgart, Regie: Hans-Werner Kroesinger
- 2005: Persona, von 2+, Mousonturm, Regie: Philip Bußmann und Célestine Hennermann[49]
- 2006: Die Möglichkeit einer Insel, nach Michel Houellebecq, Theater Freiburg, Regie: Jarg Pataki[16]
- 2011: Falling Man, nach Don DeLillo, Thalia Theater Hamburg, Regie: Sandra Strunz[22]
- 2011: Studio Album, von 2+, Mousonturm, Regie: Philip Bußmann und Célestine Hennermann[50]
- 2013: Platonov, von Anton Tschechow, NTGent, Regie: Luk Perceval[51]
- 2014: Creating My Own Tomorrow, von 2+, Mousonturm, Regie: Philip Bußmann und Célestine Hennermann[52]
- 2014: Odyssee, von Luigi Nono und Claudio Monteverdi, Staatstheater Darmstadt, Regie: Jay Scheib[53]
- 2017: Infinite Now, von Chaya Czernowin, Oper Antwerpen/Nationaltheater Mannheim, Regie: Luk Perceval[30]
- 2018: Stimmen einer Stadt I–III, von Wilhelm Genazino, Olga Grjasnowa und Teresa Präauer, Schauspiel Frankfurt, Regie: Anselm Weber[34]
- 2018: Mut und Gnade, nach Ken Wilbur, Schauspiel Frankfurt, Regie: Luk Perceval[31]
- 2019: Stimmen einer Stadt IV–VI, von Antje Rávic Strubel, Thomas Pletzinger und Angelika Klüssendorf, Schauspiel Frankfurt, Regie: Anselm Weber[45]
- 2019: Warten auf Godot, von Samuel Beckett, Nationaltheater Mannheim, Regie: Sandra Strunz[54]
- 2019: Eines langen Tages Reise in die Nacht, von Eugene O’Neill, Schauspiel Köln, Regie: Luk Perceval[55]
- 2020: Die Entführung aus dem Serail, von Wolfgang Amadeus Mozart, Grand Théâtre de Genève, Regie: Luk Perceval[56]
- 2020: Späte Familie, nach dem Roman von Zeruya Shalev, Nationaltheater Mannheim, Regie: Sandra Strunz[57]
- 2020: Stimmen einer Stadt VIII–IX, von Martin Mosebach, Lars Brandt und Zsuzsa Bánk, Schauspiel Frankfurt, Regie: Anselm Weber, Kornelius Eich[47]
- 2021: 3Siostry, von Anton Tschechow, TR Warszawa/Narodowy Stary Teatr Kraków, Regie: Luk Perceval[58]
- 2021: Oblomow Revisited, von Nele Stuhler (nach Iwan Gontscharow), Schauspiel Köln, Regie: Luk Perceval[59]
- 2021: Zeit des Lebens, von Evelyne de la Chenelière, Landungsbrücken Frankfurt, Regie: Kornelius Eich[60]
- 2024: Rom, von Julia Jost nach Coriolanus, Titus Andronicus, Julius Caesar und Antonius und Cleopatra von William Shakespeare, Volkstheater Wien, Regie: Luk Perceval[61]

### Regie
- 2005: Persona, von 2+, Mousonturm, Regie: Philip Bußmann und Célestine Hennermann[62]
- 2011: Studio Album, von 2+, Mousonturm, Regie: Philip Bußmann und Célestine Hennermann[63]
- 2014: Creating My Own Tomorrow, von 2+, Mousonturm, Regie: Philip Bußmann und Célestine Hennermann[64]

### Installation/Ausstellung
- 2005: City of Abstracts, Installation von William Forsythe mit Videosoftware von Philip Bußmann, diverse Orte[27]
- 2012: Pixelmondo, Ausstellung von Philip Bußmann, Ursula-Blickle-Stiftung[26]
- 2013: Memoirs of a Pole Dancer, Installation von Philip Bußmann, Goethe-Institut Montreal[25]
- 2015: Wabi Sabi, Ausstellung von Philip Bußmann, Kunstfoyer Gallus-Theater[1]
- 2021: Innerer Monolog, VR-Installation von Philip Bußmann, Mousonturm Frankfurt[65]
- 2021: Winterreise, nach Franz Schubert, Deutsches Romantik-Museum[66]